# Peter Šavli
Peter Šavli, slovenski skladatelj, * 7. september 1961, Postojna.
Šavli je eden najdejavnejših slovenskih skladateljev srednje generacije. Kompozicijo je študiral na Akademiji za glasbo v Ljubljani in diplomiral leta 1988 v razredu Alojza Srebotnjaka. Med letoma 1993 in 1995 je študiral na univerzi Yale (Connecticut, ZDA), kjer je diplomiral z umetniško diplomo in z nagrado Bradley Keller za izjemne dosežeke v kompoziciji. Med letoma 1995 in 1999 na univerzi Cornell (New York, ZDA) se je izpopolnjeval pri skladateljih Stevenu Stuckyju in Roberti Sierri ter opravil doktorat na temo Harmonska gostota pri Messiaenu. Tam je tudi predaval kot asistent in dvakrat prejel nagrado Blackmore za dosežke v kompoziciji. Na univerzi Syracuse je kot gostujoči predavatelj predaval glasbeno teorijo. Po vrnitvi iz ZDA je med letoma 1999 in 2001 vodil program Kulturne vzgoje in humanistike v Cankarjevem domu. Je avtor del scenske, orkestralne, koncertantne, komorne, vokalne in elektronske glasbe, zgoščenk in več glasbenih projektov za otroke ter podpredsednik Društva slovenskih skladateljev. Na Srednji glasbeni in baletni šoli v Ljubljani honorarno predava solfeggio, živi pa v Domžalah kot svobodni umetnik.